# 朴鍵昊
朴鍵昊（パク コンホ、박건호、1998年6月14日-）は、韓国の囲碁棋士。慶尚南道梁山市出身、韓国棋院所属、九段。クラウン・ヘテ杯優勝、衢州爛柯杯世界囲碁オープン戦ベスト4など。

## 経歴
8歳の時に囲碁を学び、張秀英の道場に通う。
2015年初段。同年韓国囲碁リーグ、フューチャーズリーグにポスコケムテクチームで出場、利民杯世界囲碁星鋭最強戦の予選第2節で決勝進出。2017年二段。2018年三段、未来の星新鋭最強戦準優勝。2019年四段、クラウン・ヘテ杯ベスト8。2020年五段、クラウン・ヘテ杯ベスト4。2021年六段。
2023年クラウン・ヘテ杯準優勝、ソパルコサノル最高棋士決定戦リーグ入り、七段、衢州爛柯杯世界囲碁オープン戦ベスト4、Mlily夢百合杯世界囲碁オープン戦ベスト16、竜星戦で準優勝しこれにより八段昇段。2024年クラウン・ヘテ杯優勝し九段昇段。
韓国囲碁棋士ランキングでは2021年27位、2022年8位。2023年は中国囲棋甲級リーグ戦出場。

### タイトル歴
- クラウン・ヘテ杯 2024年

### 他の成績
国際棋戦
- 衢州爛柯杯世界囲碁オープン戦 2023年ベスト4
- Mlily夢百合杯世界囲碁オープン戦 2023年ベスト16

国内棋戦、その他
- 未来の星新鋭最強戦 2018年準優勝
- クラウン・ヘテ杯 2023年準優勝
- 竜星戦 2023年準優勝
- 韓国囲碁リーグ
  - 2015年（ポスコケムテク）0-2
  - 2017年（韓国物価情報）0-1
  - 2018年（韓国物価情報）4-9
  - 2019-20年（ポスコケムテク）6-10
  - 2020-21年（ポスコケムテク）8-6
  - 2021-22年（ポスコケムテク）10-6
  - 2022-23年（Com2uS Tygem）11-9
  - 2023-24年（囲碁メッカ議政府）
- 中国囲棋甲級リーグ戦
  - 2023年（山西元工浩奕弈）

## 注
1. ↑  日曜新聞「[바둑 입단대회 통과자 면면 살펴보니」]2015.2.11
2. ↑  “星锐战第2站8位出线棋手诞生 中国7人韩国申旻埈”. 2020年8月20日時点のオリジナルよりアーカイブ。2015年9月8日閲覧。